# Fältarbete

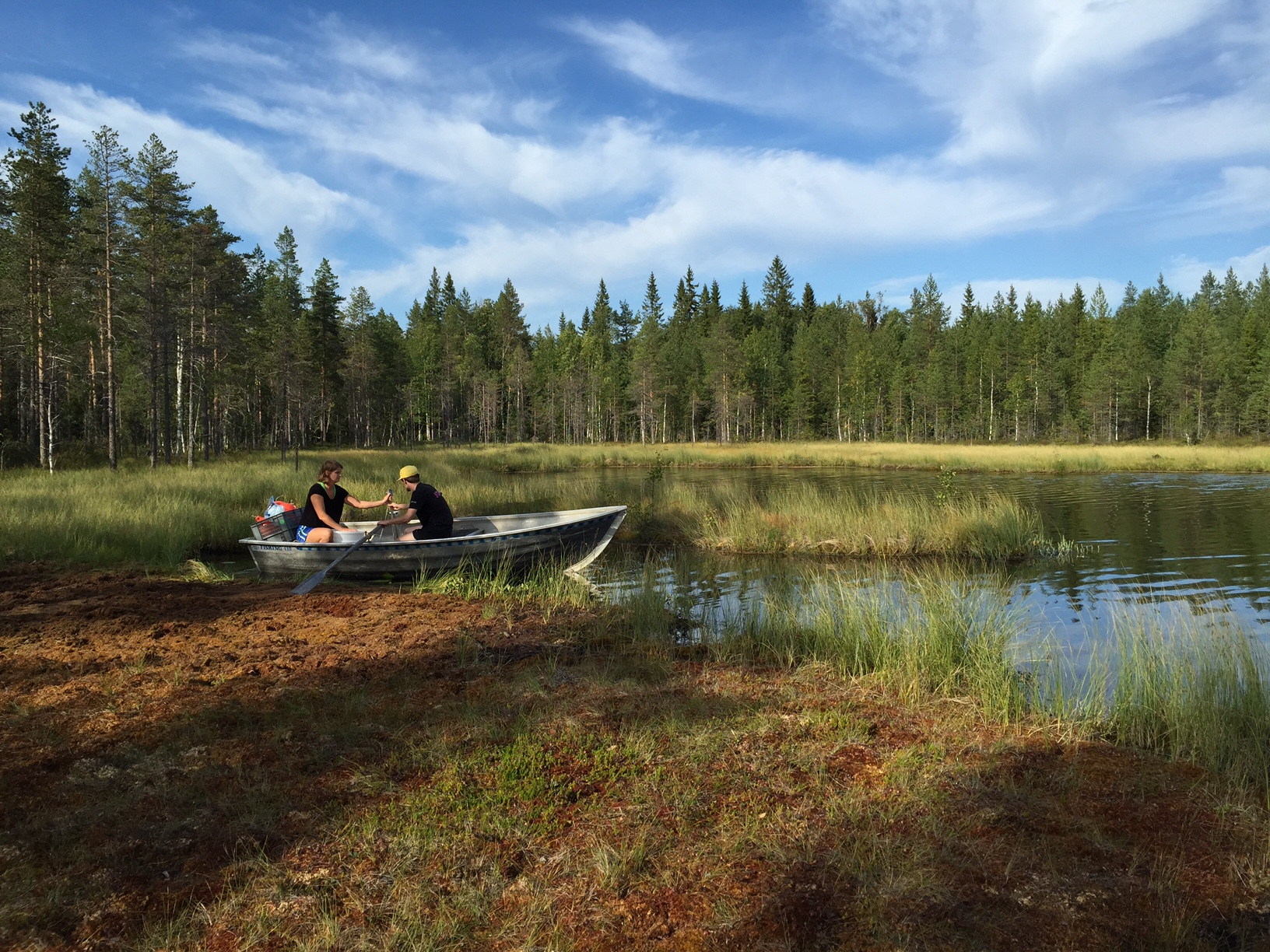
Fältarbete i Struptjärnen i Västerbotten.

Fältarbete eller fältundersökning är forskning som bedrivs utanför den akademiska miljön. Tillvägagångssättet för fältarbete skiljer sig mellan olika vetenskaper, men brukar innebära att forskaren samlar in olika former av rådata. Fördelen med fältarbete är att man får möjligheten att undersöka hur något förhåller sig i sin naturliga miljö, till skillnad från till exempel ett laboratorium eller en annan akademisk miljö.